# Капо ди Понте
Капо ди Понте је насеље у Италији у округу Бреша, региону Ломбардија.
Према процени из 2011. у насељу је живело 2067 становника. Насеље се налази на надморској висини од 368 м.

## Становништво
| 1951. | 1961. | 1971. | 1981. | 1991. | 2001. | 2011. |
| ----- | ----- | ----- | ----- | ----- | ----- | ----- |
| 2.595 | 2.511 | 2.439 | 2.378 | 2.399 | 2.428 | 2.509 |